# 朝雲 (バラ)

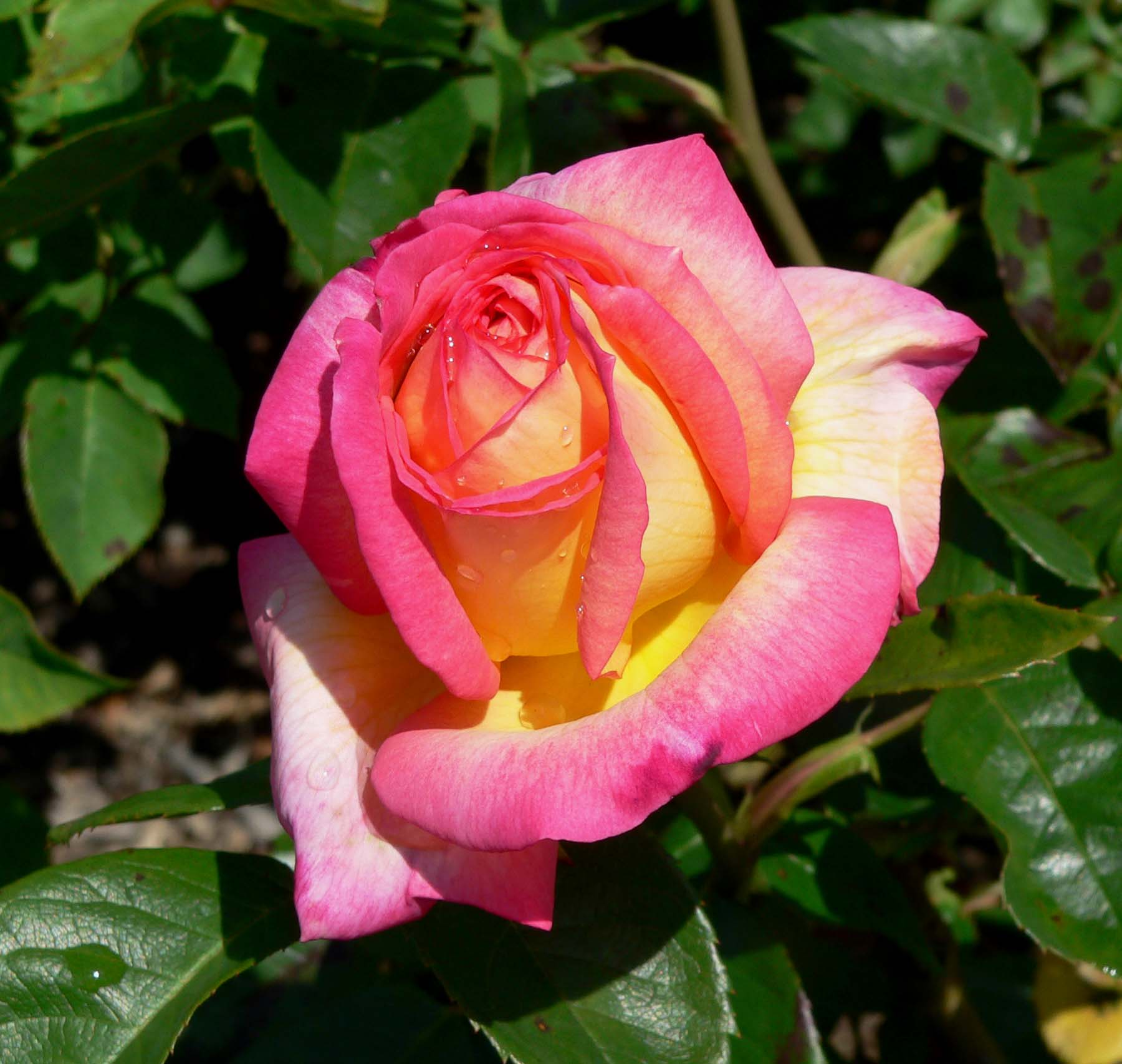
朝雲

朝雲（あさぐも）は、バラの園芸品種の1つ。1973年に日本で、鈴木省三によって作出された。
ハイブリッド・ティー系の横張り性のバラ。ピースの実生を母に、チャールストンの実生を父にして交配された。花径は13cmの大輪で、花は黄色に紅色の覆輪が入る。つぼみは黄色で、開花するとクリサンティミン色素が加わり、紅色に変わるが黒色に変色することはない。花弁は厚い。花の香りは微香。強健種と評価する書籍もある。1970年にローマ国際コンクールで銀賞を受賞した。英語圏ではオリエンタル・ドーン (Oriental Dawn) の名前で流通している。

### 注
1. ↑  1973年、ローマ国際コンクールで銅賞を受賞した、と書く資料もある[1]。